# Alberto Manfredi

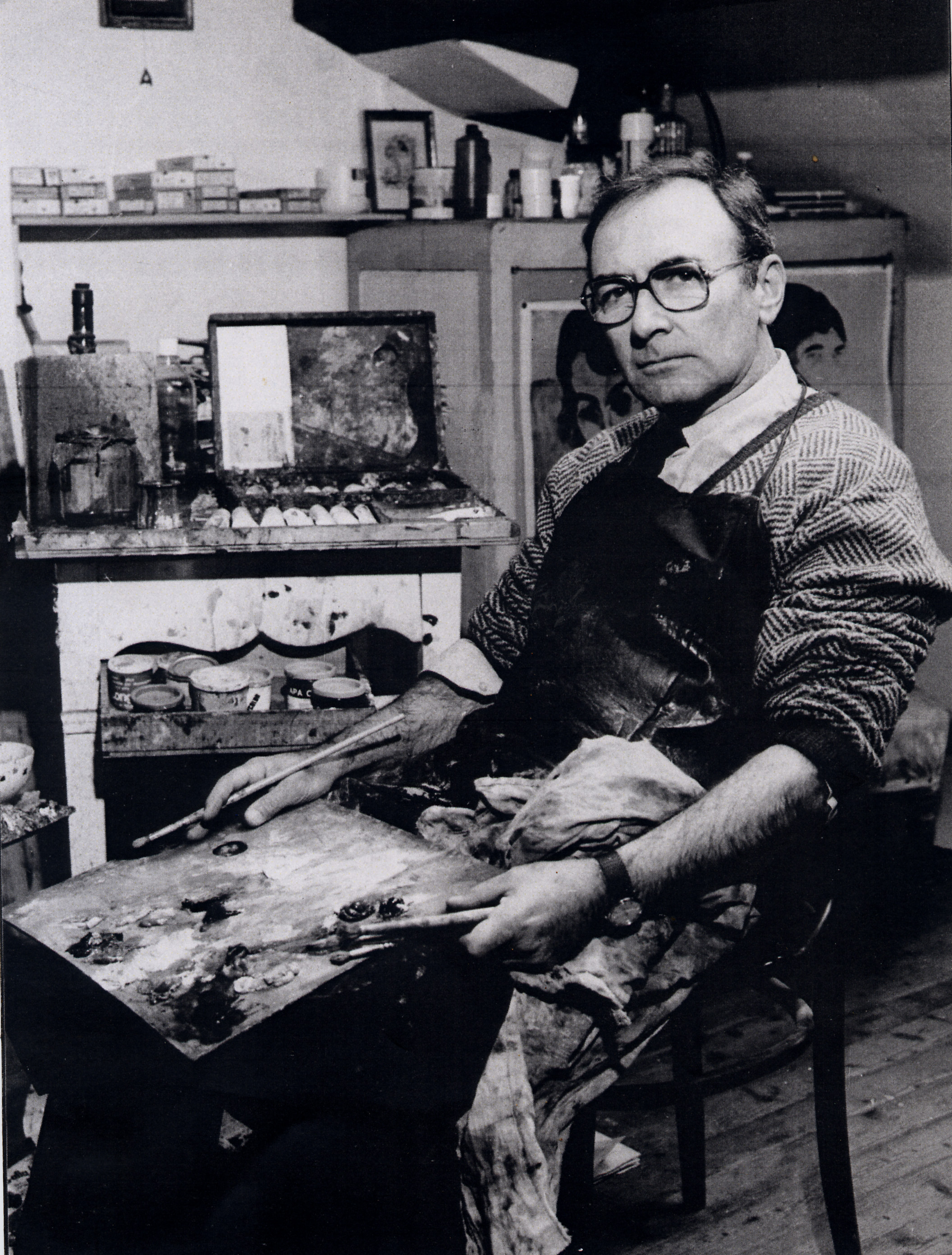
Alberto Manfredi in seinem Atelier in Reggio Emilia, 1990

Alberto Manfredi (* 26. Februar 1930 in Reggio Emilia; † 14. Februar 2001 ebenda) war ein italienischer Maler und Graveur. Als einer der Protagonisten der figurativen Malerei in der zweiten Hälfte des 20. Jahrhunderts widmete sich Manfredi den Techniken des Kupferstichs, ein Fach, das er an den Akademien der Schönen Künste in Lecce und Florenz unterrichtete, und wandte sich dann den Künstlerbüchern zu.

## Biographie

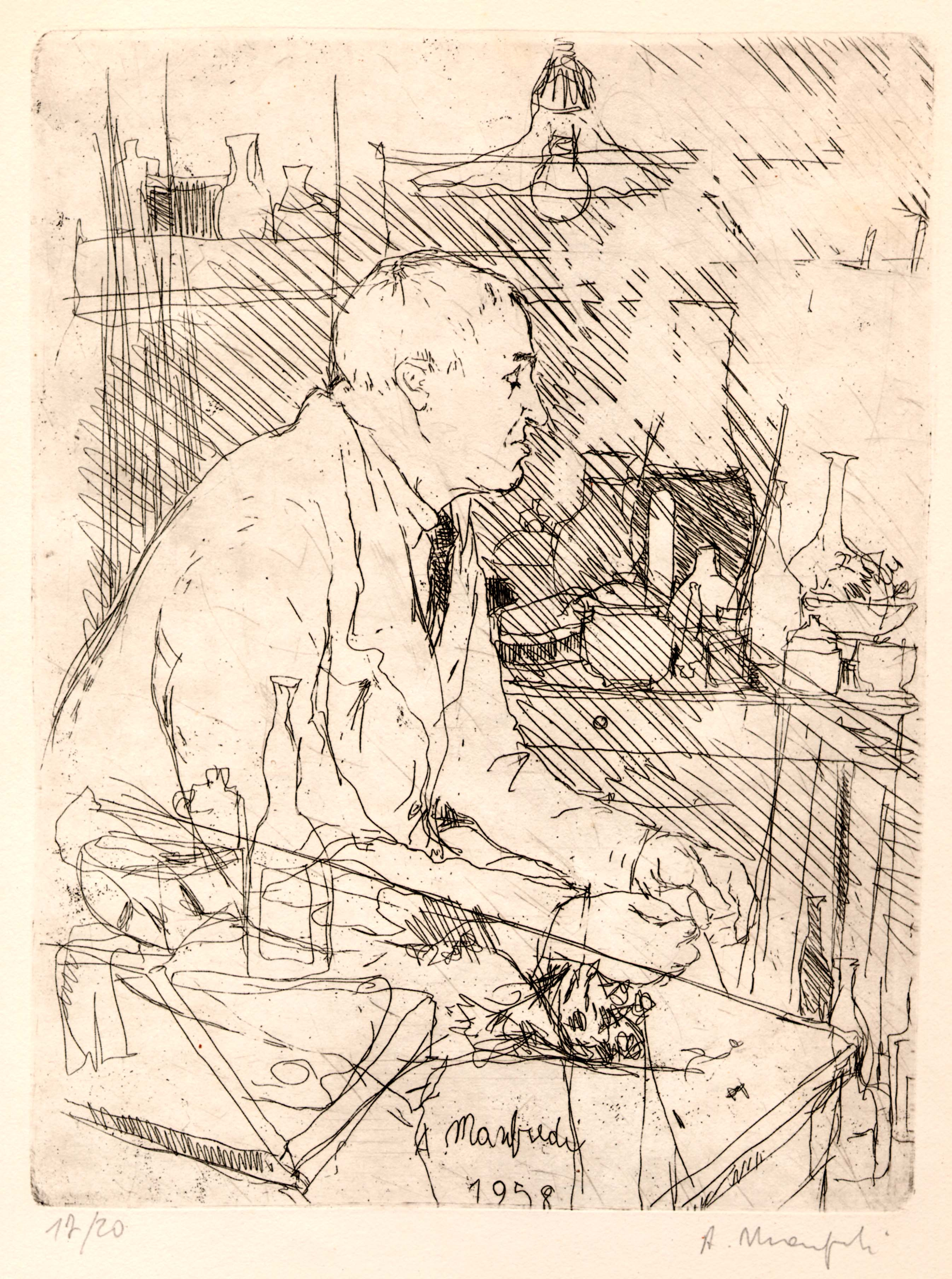
Ritratto di Morandi, 1958, Ätzen

Alberto Manfredi wurde am 26. Februar 1930 in Reggio Emilia geboren. Nach der Bombardierung von Reggio zog er 1943 mit seiner Familie nach Scandiano, wo er die achte Klasse in Ventoso besuchte, wo der sizilianische Schriftsteller Gesualdo Bufalino Lehrer war. Im Jahr 1945 wurde seine erste persönliche Ausstellung im Kunstsaal der E.VAV in Reggio Emilia organisiert. Im Jahr 1949 machte er sein Abitur am Ariosto-Gymnasium in Reggio und schrieb sich an der Universität Bologna an der Fakultät für Literatur ein, wo er die kunsthistorischen Kurse von Rodolfo Pallucchini besuchte. Für seine Zeichnung „Die Geliebte auf dem Balkon“ erhielt er 1951 einen Preis auf der 3. nationalen Ausstellung für moderne Zeichnung und Gravur in Reggio Emilia. 1952 geht er nach Rom, wo er Mino Maccari kennenlernt, dem er es zu verdanken hat, dass er während seiner Studienzeit in Bologna das Haus von Giorgio Morandi besucht und seine ersten Stiche mit limitierter Auflage von Kartonmatrizen anfertigt.
Er schloss 1954 sein Studium der modernen Literatur an der Universität von Bologna unter der Leitung von Rodolfo Pallucchini mit einer Arbeit über die Stiche von Mino Maccari ab, dessen Assistent er 1955 an der Akademie der Schönen Künste in Rom wurde. Carlo Ludovico Ragghianti nimmt ihn in die von ihm in Prato organisierte Ausstellung „Sechzig Meister der nächsten dreißig Jahre“ auf. Im selben Jahr erhielt er ein Stipendium der französischen Regierung, das ihm einen mehrmonatigen Aufenthalt in Paris ermöglichte.
1956 stellte Mino Maccari Alberto Manfredi im Katalog der Ausstellung in der Galleria La Strozzina in Florenz anlässlich der ihm gewidmeten Personalausstellung vor. Auf Einladung von Attilio Bertolucci arbeitet er an den Illustrationen für die Zeitschrift Il Gatto Selvatico mit. 1957 arbeitete er an mehreren Ausgaben von Luigi Veronelli mit, darunter die des Marquis de Sade, die dem Künstler und dem Verleger einen Prozess wegen Obszönität einbrachte, den er in der Berufung dank der Zeugenaussagen von Maccari, Valsecchi, Argan, Pallucchini und anderen gewann. Leo Longanesi lud ihn ein, an den Illustrationen für Il Borghese mitzuarbeiten. Er befreundet sich mit dem brasilianischen Maler und Graveur Darel Valença Lins, der sich in den Jahren 1957-1960 in Italien aufhält.
1958 gab er seine Stelle als Assistent von Maccari in Rom auf und zog nach Mailand in die Druckerei von Piero Fornasetti, um eine Serie von Tafeln zum Thema historische italienische Cafés zu schaffen. Aus diesem Jahr stammt der Stich „Porträt von Morandi“, dessen Auflage auf zwanzig Exemplare begrenzt war und der von Morandi selbst genehmigt wurde. Das Original eines seiner Kupferstiche, „Ballerina mit nackten Brüsten“, ist in der Zeitschrift „Valbona“ aus Urbino enthalten. Leonardo Sciascia bezieht sich zwanzig Jahre später im zweiten von vier anthologischen Katalogen seiner Stiche, die von der Libreria Prandi veröffentlicht wurden, auf diesen Stich. Er schuf die Serie von Zeichnungen für Penny Wirton und ihre Mutter von Silvio D’Arzo, die 1978 von Einaudi veröffentlicht wurde.
1962 wurde er Professor für Gravurtechniken an der Akademie der Schönen Künste in Lecce, eine Position, die er bis 1967 innehatte, als er die gleiche Position an der Akademie der Schönen Künste in Florenz übernahm, eine Position, die er bis 1999 innehatte. 1973 arbeitete er als Illustrator mit der Zeitschrift „L’Espresso“ zusammen.
Im Laufe der Jahre arbeitete er mit dem Winzer Sergio Manetti auf dessen Weingut Montevertine in Radda in Chianti zusammen und entwarf 1983 die Etiketten für das Weingut Le Pergole Torte. Im Jahr 1985 gewann er den 1. Preis für Malerei bei der „Ginestra d'Oro del Conero“ in Numana - Ancona.
Einige seiner illustrierten Bücher sind in der Wanderausstellung „The Artist and the Book in the 20th Century in Italy“ (1992) zu sehen, die auf der Sammlung von Loriano Bertini basiert und vom Museum of Modern Art in New York organisiert wurde.
1998 schenkte Alberto Manfredi der Panizzi-Bibliothek in Reggio Emilia einen Bestand an Kupferstichen; diese Schenkung ist der Grund für die Ausstellung „Nel segno di Manfredi“.
Alberto Manfredi ist in der Nacht vom 13. auf den 14. Februar 2001 verstorben.

## Ausstellungen
- 1947 Reggio Emilia, Nationale Biennale für Schwarz und Weiß
- 1948 Ravenna, IV Esposizione internazionale d’arte contemporanea
- 1954 XXVII Biennale di Venezia
- 1955 Prato, “Sechzig Meister der nächsten dreißig Jahre” (ausgewählt von Carlo Lodovico Ragghianti)
- 1956 Florenz, Galleria La Strozzina
- 1958 Verona, Galleria S. Luca
- 1959 Maalisku (Finnland), Einzelausstellung von dreißig Kupferstichen; Paris, Musée d'Art Moderne, Première Biennale des jeunes artistes; III. Warschau-Biennale; Venedig, Opera Bevilacqua La Masa, III. Biennale für zeitgenössische Gravur (preisgekrönte Radierung „Porträt von Morandi“)
- 1961 Quadriennale der Kunst in Rom; Oslo, Italiensk Kunst I Dag.
- 1962 Rom, Galleria La Piramide; Mailand, Galleria Il Milione; Pordenone, Galleria Il Camino
- 1965 Mailand, Galleria Gian Ferrari
- 1967 Modena, Galleria Forti Arte; Prato, Galleria Metastasio
- 1969 Prato, Galleria Metastasio
- 1971 Florenz, Galleria Pananti; Parma, Galleria Correggio
- 1972 Mailand, Galleria Nuovo Sagittario; Prato, Galleria Metastasio
- 1973 Reggio Emilia, Libreria Antiquaria Prandi
- 1974 Florenz, Galleria Pananti; Siena, Galleria Nuovo Aminta
- 1975 Reggio Emilia, Saletta Galaverni; Prato, Galleria Metastasio
- 1976 Piacenza, Centro Culturale Artristico; Siena, Galleria Nuovo Aminta; Carrara, Accademia di Belle Arti
- 1979 Arezzo, Galleria Piero della Francesca
- 1980 Prato, Galleria Metastasio; Reggio Emilia, Saletta Galaverni
- 1981 Bormio, Galleria Il Capricorno
- 1982 Civitanova Marche, Galleria Centofiorini
- 1985 Venedig, Galleria Il Traghetto
- 1986 Cava dei Tirreni, Galleria Il Portico
- 1987 Mailand, Galleria Il Mappamondo; Genova, Galleria Laura Son;
- 1988 Asti, Libreria Antiquaria Coenobium
- 1989 Straßburg, Gebäude des Europäischen Parlaments; Paris, Galleria Renoir
- 1990 Paris, Bouquinerie de l’Institut
- 1991 Reggio Emilia, Cavallerizza (“Manfredi illustratore”, Ausstellung aller Bilderbücher)
- 1992 Venedig, September Salon, Galleria Il Mappamondo; Paris, Bouquinerie de l’Institut (“Oeuvres sur papier”)
- 1993 Ferrara, Galleria Estense di Ferrara
- 1994 Florenz, Galleria Santo Ficara
- 1998 Reggio Emilia, Panizzi-Bibliothek (“Nel segno di Manfredi”, Ausstellung der Schenkung von 121 Radierungen an die Panizzi-Bibliothek)
- 2000 Reggio Emilia, Palazzo Magnani (einhundertachtzig ausgestellte Werke, darunter Gemälde, Aquarelle, Radierungen);[12] Santa Croce sull’Arno, Villa Pacchiani (Gravuren, zusammen mit Walter Piacesi)
- 2003 Reggio Emilia, Civici Musei (“Alberto Manfredi. Per un bestiario personale”, Ausstellung von 176 Aquarellen mit Tiermotiven)
- 2006 Mailand, Civica Raccolta delle Stampe Achille Bertarelli (kuratiert von der Associazione Amici di Leonardo Sciascia)
- 2007 Montecchio Emilia, “Alberto Manfredi. Die prägenden Jahre 1949-1960”
- 2009 Helsinki, Ateneum: “Italienische Meister des 20. Jahrhunderts. Die Sammlung Rolando und Siv Pieraccini”
- 2010 Grizzana Morandi, “Alberto Manfredi. L'opera incisa”
- 2017 Reggio Emilia, Palazzo da Mosto, “Alberto Manfredi. Die Sammlung Giacomo Riva. Gemälde 1953-2000”[13]
- 2019 Reggio Emilia, Palazzo da Mosto, “Alberto Manfredi. Die Schenkung der Sammlung Giacomo Annamaria Riva an die Stiftung Manodori”[14][15][16].